# Kopenhagenska merila
Kopenhagenska merila (tudi københavnska merila, angleško: Copenhagen criteria) so pravila, ki določajo, ali je država upravičena do vstopa v Evropsko unijo. Merila zahtevajo, da ima država ustanove za ohranjanje demokratičnega upravljanja in človekovih pravic, delujoče tržno gospodarstvo ter da sprejema obveznosti in namene Evropske unije.

Ta merila za članstvo so bila določena na zasedanju Evropskega sveta junija 1993 v Kopenhagnu na Danskem, po katerem so tudi dobila ime. Izvleček iz sklepov predsedstva v Kopenhagnu: 
Članstvo zahteva, da je država kandidatka dosegla stabilnost ustanov, ki zagotavljajo demokracijo, vladavino prava, človekove pravice, spoštovanje in zaščito manjšin, obstoj delujočega tržnega gospodarstva ter sposobnost za spopadanje s pritiskom konkurence in tržnimi silami znotraj Unije. Članstvo predpostavlja sposobnost države kandidatke, da prevzame obveznosti članstva, vključno s spoštovanjem ciljev politične, ekonomske in monetarne unije.
Večino teh elementov so v zadnjem desetletju potrdili v zakonodaji in drugih sklepih Evropskega sveta, Evropske komisije in Evropskega parlamenta ter sodna praksa Sodišča Evropskih skupnosti in Evropskega sodišča za človekove pravice. Vendar pa v sedanjih državah članicah včasih obstajajo nasprotujoče si razlage, zlasti glede pomena termina "pravna država".

## Merila za članstvo v Evropski uniji
Med pogajanji z vsako državo kandidatko se redno spremlja napredek pri izpolnjevanju kopenhagenskih meril. Na podlagi tega se sprejemajo odločitve o tem, ali in kdaj naj se posamezna država pridruži oziroma katere ukrepe je treba izvesti, preden je pridružitev mogoča.
Merila za članstvo v Evropski uniji določajo trije dokumenti:
- Maastrichtska pogodba iz leta 1992 (49. člen)
- Deklaracija Evropskega sveta junija 1993 v Kopenhagnu, t. i. Kopenhagenska merila, ki podrobneje opisujejo splošno politiko
  - politično
  - gospodarskih
  - zakonodajni
- Okvir za pogajanja s posamezno državo kandidatko
  - posebne in podrobne pogoje
  - izjava, v kateri je poudarila, da nova članica ne more prevzeti svojega mesta v Uniji, dokler se ne oceni, da ima EU sama dovolj "absorpcijske sposobnosti", da se to zgodi.

Ko je bilo dogovorjeno leta 1993, ni bilo mehanizma, ki bi zagotovil, da katera koli država, ki je že bila članica EU, izpolnjuje ta merila. Vendar so bili zdaj vzpostavljeni dogovori za nadzor skladnosti s temi merili po "sankcijah", ki jih je proti avstrijski vladi Wolfganga Schüssla v začetku leta 2000 uvedlo vlad drugih 14 držav članic. Ti dogovori so začeli veljati 1. februarja 2003 v skladu z določbami Pogodbe iz Nice . 

## Geografska merila
49. člen (prej člen O) Pogodbe o Evropski uniji (PEU) ali Maastrichtske pogodbe določa, da lahko katera koli evropska država, ki spoštuje načela EU, zaprosi za pridružitev. Razvrstitev držav kot evropskih je "predmet politične ocene" Komisije in, kar je še pomembneje, Evropskega sveta.
Leta 1987 je Maroko zaprosil za pridružitev k Evropski skupnosti (predhodnici Evropske unije). Vloga je bila zavrnjena z utemeljitvijo, da se Maroko ne šteje za evropsko državo in se zato ne more pridružiti. Leta 2004 se je Ciper pridružil Evropski uniji, čeprav se geografsko nahaja v Zahodni Aziji.
Čeprav se neevropske države ne štejejo za upravičene do članstva, lahko uživajo različne stopnje integracije z EU, ki jih določajo mednarodni sporazumi. To trenutno vključuje evropsko sosedsko politiko, Unijo za Sredozemlje in številne druge pridružitvene sporazume Evropske unije ter prostotrgovinske sporazume EU. Evropske države, ki niso članice EU, prav tako sodelujejo (z ali brez cilja končnega članstva v EU) v stabilizacijsko-pridružitvenem procesu, vzhodnem partnerstvu, evropskem združenju za prosto trgovino, skupnem prostoru EU-Rusija in severni dimenziji.

## Politična merila

### Demokracija
Funkcionalno demokratično upravljanje zahteva, da imajo vsi državljani države možnost enakopravnega sodelovanja pri političnem odločanju na vsaki ravni upravljanja, od lokalne do nacionalne ravni. To zahteva tudi svobodne volitve s tajnim glasovanjem, pravico do ustanavljanja političnih strank brez kakršnih koli ovir s strani države, pravičen in enakopraven dostop do svobodnega tiska, svobodno sindikalno organiziranje, svobodo osebnega mnenja in z zakoni omejeno izvršilno oblast, ki omogoča prost dostop do sodnikov, neodvisnih od izvršne oblasti.

### Vladavina prava
Vladavina prava ali pravna država pomeni, da se vladna oblasti lahko izvaja le v skladu z veljavnimi zakoni, ki so bili sprejeti po ustaljenem postopku. Načelo naj bi bilo varovalo pred samovoljnimi odločitvami v posameznih primerih.

### Človekove pravice
Človekove pravice so tiste pravice, ki jih ima vsak človek že zato, ker obstaja; človekove pravice so neodtujljive in pripadajo vsem ljudem. Če je pravica neodtujljiva, to pomeni, da je ni mogoče podeliti, omejiti, zamenjati ali prodati (npr. človek se ne more prodati v suženjstvo). To vključuje pravico do življenja, pravico do sodnega pregona le v skladu z zakoni, ki so veljali v času kaznivega dejanja, pravico do osvoboditve od suženjstva in prepoved mučenja.
Splošna deklaracija človekovih pravic Združenih narodov velja za najbolj verodostojno formulacijo človekovih pravic, čeprav ji manjka učinkovitejši mehanizem uveljavljanja Evropske konvencije o človekovih pravicah. Zahteva, da se uskladijo s to formulacijo, je prisilila več držav, ki so se nedavno pridružile Uniji, da bi uvedle velike spremembe v svoji zakonodaji, javnih službah in sodstvu. Številne spremembe so vključevale obravnavo etničnih in verskih manjšin ali odpravo razlik v obravnavi med različnimi političnimi frakcijami.

### Spoštovanje in zaščita manjšin
Pripadnikom takšnih narodnih manjšin bi moralo biti omogočeno, da ohranijo svojo posebno kulturo in običaje, vključno s svojim jezikom (če niso v nasprotju s človekovimi pravicami drugih ljudi, niti z demokratičnimi postopki in pravno državo), ne da bi bili deležni kakršne koli diskriminacije. To načelo je del Konvencije Sveta Evrope, Okvirne konvencije za varstvo narodnih manjšin (pogodba št. 157). Toda konvencija ni vključevala jasne definicije, kaj je narodna manjšina. Posledično so nekatere države podpisnice dodale uradne izjave o zadevi.

## Ekonomska merila
Ekonomska merila na splošno zahtevajo, da imajo države kandidatke delujoče tržno gospodarstvo in da so njihovi proizvajalci sposobni obvladovati konkurenčni pritisk in tržne sile znotraj Unije. Kriteriji za konvergenco evra in evropski mehanizem deviznih tečajev so bili uporabljeni za pripravo držav na vstop v evroobmočje, tako ustanoviteljic kot kasneje pridruženih članic.

## Usklajevanje zakonodaje
Nazadnje, in tehnično zunaj københavnskih meril, je zahteva, da morajo vse bodoče članice sprejeti uskladitev zakonodaje s korpusom evropskega prava, ki je nastal v zgodovini Unije, znanem kot acquis communautaire. Pri pripravi za vsak sprejem je pravni red EU razdeljen na ločena poglavja, od katerih vsako obravnava različna področja politike. Za proces pete širitve, ki se je zaključil s sprejemom Bolgarije in Romunije leta 2007, je bilo 31 poglavij. Za pogovore s Hrvaško, Turčijo in Islandijo so pravni red še dodatno razdelili na 35 poglavij.